# Ziethenkopf
Ziethenkopf är ett berg i Österrike.   Det ligger i distriktet Spittal an der Drau och förbundslandet Kärnten, i den centrala delen av landet, 300 km sydväst om huvudstaden Wien. Toppen på Ziethenkopf är 1 889 meter över havet.
Terrängen runt Ziethenkopf är huvudsakligen bergig, men österut är den kuperad. Närmaste större samhälle är Lienz, 13,8 km väster om Ziethenkopf. 
I omgivningarna runt Ziethenkopf växer i huvudsak blandskog. Runt Ziethenkopf är det ganska glesbefolkat, med 29 invånare per kvadratkilometer.